# اسمیت، الدر اند کو
اسمیت، الدر اند کو (انگلیسی: Smith, Elder & Co.) یک شرکت انتشاراتی بریتانیایی بود که بیشتر به خاطر چاپ و نشر آثاری تاریخی در قرن نوزدهم، به شهرت دست یافت و مورد توجه قرار گرفت. در اوایل دهه ۱۹۰۰ توسط جان موری خریداری شد